# Philpots Island
Philpots Island är en ö i Kanada.   Den ligger i territoriet Nunavut, i den nordöstra delen av landet, 3 300 km norr om huvudstaden Ottawa. Arean är 356 kvadratkilometer.
Terrängen på Philpots Island är platt. Öns högsta punkt är 202 meter över havet. Den sträcker sig 24,3 kilometer i nord-sydlig riktning, och 24,3 kilometer i öst-västlig riktning.
Trakten runt Philpots Island består i huvudsak av gräsmarker. Trakten runt Philpots Island är nära nog obefolkad, med mindre än två invånare per kvadratkilometer.